# 两江新区

两江新区，位于中国重庆市，于2010年成立，在《国务院关于同意设立重庆两江新区的批复》中被完整定位为“统筹城乡综合配套改革实验的先行区；内陆重要的先进制造业和现代服务业基地；长江上游地区的金融中心和创新中心；内陆地区对外开放的重要门户、科学发展的示范窗口”。

## 地理位置
两江新区主要由重庆市嘉陵江长江环抱的大片北部区域以及北碚区的部分区域构成，规划总控制范围1200平方公里，其中建成区150余平方公里，可供开发建设用地400平方公里左右。是整个川东、湘西丘陵山地区中少有的大面积平地。

## 历史沿革
- 2009年1月26日，国务院下发《关于推进重庆市统筹城乡改革和发展的若干意见》，明确提出研究设立两江新区[3]。
- 2010年5月，重庆两江新区获国务院批准，由国家发改委于2010年5月20日正式发布：“国务院批准设立重庆两江新区，这是应对国际金融危机、落实区域发展总体战略的重要措施……逐步建设成为我国内陆重要的先进制造业和现代服务业基地，长江上游地区的金融中心和创新中心，内陆地区对外开放的重要门户……”[4]。
- 2010年6月18日，“重庆两江新区”正式宣布成立，重庆市市长黄奇帆就“两江新区”的相关情况在新闻发布会上通报。
- 2016年2月24日，重庆市委、市政府发布《中共重庆市委、重庆市人民政府关于调整优化两江新区管理体制的决定》，决定撤销重庆北部新区，其职能职责划归重庆两江新区。

## 管理区域
- 目前两江新区处于成立初期，行政机构设立和滨海新区成立初期一样，仍处于经济区状态，沿袭滨海新区的开发开放的发展历程，区域内的协调职能由重庆两江新区党工委、管委会行使，故暂无党委、人民代表大会、人民政府、人民政协等中国大陆通行的“四套领导班子”。而两江新区党工委、管委会的协调职能是指协调两江新区内各区域的发展，而非实质的行政管辖。

- 目前两江新区共涉及35个建制镇和街道，两江新区直管区共涉及15个建制镇和街道。其中，渝北区鸳鸯街道等8个街道的行政管理工作由两江新区管委会负责，疾病防控、征兵工作由渝北区人民政府负责。直管区内其他区域的经济发展和开发建设管理工作由两江新区管委会负责，其他行政管理工作由所在地的三区政府分别负责。

| 行政隶属 | 代管                                                                                               | 直管 管委会负责经济发展和开发建设管理工作 | 直管 管委会负责行政管理工作                                                        |
| -------- | -------------------------------------------------------------------------------------------------- | ----------------------------------------- | ---------------------------------------------------------------------------------- |
| 江北区   | 石马河街道、大石坝街道、观音桥街道、华新街街道、五里店街道、江北城街道、寸滩街道、铁山坪街道       | 郭家沱街道、复盛镇、鱼嘴镇                |                                                                                    |
| 渝北区   | 龙溪街道、龙山街道、龙塔街道、双凤桥街道、双龙湖街道、回兴街道、悦来街道、木耳镇、古路镇、玉峰山镇 | 龙兴镇、石船镇                            | 鸳鸯街道、人和街道、天宫殿街道、翠云街道、大竹林街道、礼嘉街道、金山街道、康美街道 |
| 北碚区   | 蔡家岗街道、施家梁镇                                                                               | 水土街道、复兴街道                        |                                                                                    |

## 部门设置
| 1. 重庆两江新区办公室（机关党办） 2. 重庆两江新区组织人事部（非公工委、老干部局、机关党办） 3. 重庆两江新区宣传部（文明办） 4. 重庆两江新区政法委（信访办） 5. 重庆两江新区招商合作局 6. 重庆两江新区自贸办（两江中新办） 7. 重庆两江新区经济运行局 8. 重庆两江新区产业促进局 9. 重庆两江新区现代服务业局 10. 重庆两江新区科技创新局 11. 重庆两江新区财政局（国资局） 12. 重庆两江新区建设管理局（民防办） 13. 重庆两江新区城市管理局（城市管理执法局） 14. 重庆两江新区法制局（司法局） 15. 重庆两江新区社会发展局 16. 重庆两江新区教育局 17. 重庆两江新区社会保障局 18. 重庆两江新区审计局 19. 重庆两江新区安监局 | 1. 重庆两江新区市场和质量监督管理局 2. 重庆两江新区政务中心 3. 重庆火车北站地区综合管理局 1. 重庆两江新区机关党委（机关工会） 2. 重庆两江新区总工会 3. 重庆两江新区团工委 4. 重庆两江新区妇联 1. 重庆两江新区纪工委监察室 2. 重庆两江新区公安分局 3. 重庆两江新区公安消防支队 4. 重庆两江新区国土房管分局（两江新区国土资源房屋管理所、不动产登记中心） 5. 重庆两江新区环保分局 6. 重庆两江新区规划分局 7. 国家税务总局重庆两江新区税务局 8. 重庆两江新区检察室 9. 重庆市国家税务局车辆购置税征收管理分局 |

## 现任领导
| 重庆两江新区党工委书记 - 罗蔺（重庆市委常委兼） 重庆两江新区党工委副书记 - 许宏球（管委会主任） - 田中（专职副书记） 重庆两江新区党工委委员 - 秦淑斌 - 李 明（兼重庆市纪委派出两江新区纪工委书记、市监委派出两江新区监察室主任） - 郑博文 - 汪子雄（1983年） - 田中 | 重庆两江新区管委会主任 - 许宏球 重庆两江新区管委会副主任 - 许宏球 - 罗仑（公安局两江新区分局党委书记、公安分局局长、督察长（兼），两江新区政法委副书记（兼）。） - 秦淑斌 - 杨海岚（女） - 张 黎 - 张光明 - 郑博文（1980年） - 郑航（1983年） - 汪子雄（1983年） 重庆两江新区管委会一级巡视员 - 李光荣 |

## 历任领导
两江新区党工委书记
1. 翁杰明 （2010年6月－2011年12月，中共重庆市委常委兼）
2. 徐　鸣 （2011年12月－2013年3月，其中于2011年12月–2012年6月中共重庆市委常委兼）
3. 凌月明 （2013年4月－2016年12月，其中于2013年4月–6月重庆市副市长兼，2013年6月–2016年12月中共重庆市委常委兼）[6][7]
4. 陈绿平 （2017年6月－2018年1月，中共重庆市委常委、重庆市副市长兼）[8]
5. 吴存荣 （2018年1月－2018年10月，中共重庆市委常委、重庆市常务副市长、重庆行政学院院长兼）[9]
6. 段成刚 （2018年10月－2022年6月，中共重庆市委常委兼）[10]
7. 张鸿星 （2022年6月－2023年4月，中共重庆市委常委兼）[11]
8. 陈鸣波 （2023年4月－2023年7月，中共重庆市委常委兼）[12]
9. 罗　蔺 （2023年7月－，中共重庆市委常委兼）[13]

## 发展预期
- 2009－2010年：争取国家将“两江新区”纳入国家规划，进行区域规划与布局。
- 2011－2012年：在产业发展方面取得重点突破。计划到2012年，进出口达到300亿美元，引进世界500强企业达到200家，利用内资达到2000亿元人民币，集装箱吞吐能力500万标箱。
- 2013－2020年：对周边地区的辐射和带动作用加大，作为西部地区经济增长和长江上游地区经济中心的地位和作用进一步增强。在2020年时，两江新区的GDP将达到整个西部9省GDP总和的10%，亦将达到西部9省省会城市工业总产值的总和。